# Power (Fernsehserie)
Power ist eine US-amerikanische Fernsehserie, die am 7. Juni 2014 ihre Premiere feierte. Sie wurde von Courtney Kemp erdacht und wird unter anderem vom Rapper 50 Cent (Curtis James Jackson III) mitproduziert, der in der Serie eine Hauptrolle hat.

## Darsteller und Synchronisation
Die deutschsprachige Synchronisation der Serie erfolgt bei der Scalamedia GmbH, München. Dialogbuch führten Alexander Brem, Heinz Burghardt und Matthias Kupfer für Staffel 1, Matthias Lange, Robert Golling und abermals Matthias Kupfer für Staffel 2.

### Hauptdarsteller
| Schauspieler           | Charakter                 | Funktion                                           | Folgen    | Synchronsprecher       |
| ---------------------- | ------------------------- | -------------------------------------------------- | --------- | ---------------------- |
| Omari Hardwick         | James „Ghost“ St. Patrick | Nachtclubbesitzer / Drogendealer / Zwischenhändler | 1.01–     | Michael Lott           |
| Naturi Naughton        | Tasha „T“ St. Patrick     | Ehefrau von James / Geldwäscherin                  | 1.01–     | Caroline Combrinck     |
| Joseph Sikora          | Tommy Egan                | Drogendealer / Jugendfreund von James              | 1.01–     | Alexander Brem         |
| Lela Loren             | Angela Valdez             | Staatsanwältin / Lebenspartner von Greg und James  | 1.01–     | Maja Maneiro           |
| La La Anthony          | LaKeisha                  | beste Freundin von Tasha                           | 1.01–     | Kathrin Gaube          |
| Shane Johnson          | Cooper Saxe               | Staatsanwalt                                       | 1.01–     | Philip Moog            |
| Greg Serano            | Agent Juan Julio Medina   |                                                    | 1.01–5.04 | Stefan Günther         |
| J.R. Ramirez           | Julio Moreno              |                                                    | 1.01–4.10 | Julian Manuel          |
| Andy Bean              | Greg Knox                 | FBI-Agent / Lebenspartner von Angela               | 1.01–3.10 | Martin Halm            |
| Luis Antonio Ramos     | Carlos „Vibora“ Ruiz      | Anführer der ... / Drogendealer / Straßenverteiler | 1.01–3.10 | Victor Oller           |
| Lucy Walters           | Holly                     | Nachtclubmitarbeiterin / Tommys Freundin           | 1.01–3.05 | Katharina Schwarzmaier |
| Adam Huss              | Josh Kantos               | Nightclub-Manager vom „Truth“                      | 1.01–3.09 | Manou Lubowski         |
| Sinqua Walls           | Shawn                     | Fahrer von James / Sohn von Kanan                  | 1.01–2.10 | Paul Sedlmeir          |
| 50 Cent                | Kanan „K“ Stark           | Mentor von James und Tommy / Freund von Tariq      | 1.03–6.15 | Tobias Kluckert        |
| Rotimi Akinosho        | Andre „Dre“ Coleman       |                                                    | 2.01–     | Benedikt Gutjan        |
| David Fumero           | Miguel „Mike“ Sandoval    | Staatsanwalt / Maulwurf des ... Kartell            | 2.01–4.10 | Jakob Riedl            |
| Michael J. Ferguson    | 2-Bit                     |                                                    | 2.05–     |                        |
| Jerry Ferrera          | Joe Proctor               | Rechtsanwalt von James und zeitweise von Tommy     | 2.08–     | Daniel Schlauch        |
| Ty Jones               | SAC Jerry Donovan         |                                                    | 2.10–6.03 | René Oltmanns          |
| Sung Kang              | John Mak                  | Oberstaatsanwalt                                   | 4.01–     |                        |
| William Sadler         | Tony Teresi               |                                                    | 4.01–5.10 | Thomas Rauscher        |
| Larenz Tate            | Tate                      | Stadtrat                                           | 4.07–     |                        |
| Cynthia Addai-Robinson | Ramona Garrity            |                                                    | 6.01–     |                        |
| Debbi Morgan           | Estelle                   |                                                    |           | Angelika Bender        |
| Denim Roberson         | Cash Grant                |                                                    |           |                        |

### Nebendarsteller
| Schauspieler            | Charakter             | Funktion                                                   | Folgen    | Synchronsprecher   |
| ----------------------- | --------------------- | ---------------------------------------------------------- | --------- | ------------------ |
| Michael Rainey Jr.      | Tariq St. Patrick     | ältester Sohn von James und Tascha                         | 1.01–     |                    |
| Donshea Hopkins         | Raina St. Patrick     | Zwillingsschwester von Tariq                               | 1.01–6.10 | Giulia Roda        |
| Franky G                | Poncho                |                                                            | 1.01–6.01 | Mark Kuhn          |
| Elizabeth Rodriguez     | Paz                   | Angelas Schwester                                          | 1.02–6.13 | Alisa Palmer       |
| Leslie Lopez            | Pink Sneakers         |                                                            |           | Eva-Maria Reichert |
| Diane Neal              | Cynthia Sheridan      |                                                            |           | Kathrin Simon      |
| Victor Garber           | Simon Stern           |                                                            | 1.05–     | Claus Brockmeyer   |
| Vinicius Machado        | Nomar Arcielo         |                                                            |           | Daniel Montoya     |
| Darrell Britt-Gibson    | Rolla                 |                                                            |           | Sebastian Winkler  |
| Kathrine Narducci       | Frankie               |                                                            |           | Dagmar Dempe       |
| Patricia Kalember       | Kate Egan             |                                                            | 2.01–6.13 | Dorothea Anzinger  |
| Matt Cedeño             | Cristobal             |                                                            | 2.02–5.10 | Nils Dienemann     |
| Omar Scroggins          | Spanky                |                                                            | 3.02–6.13 | Jan Langer         |
| Avery Mason             | Black Grimace         |                                                            | 3.02–6.07 |                    |
| Brandon Victor Dixon    | Terry Silver          | Rechtsanwalt / Verteidiger von James / Geliebter von Tasha | 4.03–5.10 |                    |
| Mike Dopud              | Jason Micic           |                                                            | 4.06–     |                    |
| Quincy Tyler Bernstine  | Tameika Robinson      | Bezirksstaatsanwältin                                      | 4.09–     |                    |
| Monique Gabriela Curnen | Det. Blanca Rodriguez | interne Ermittlerin des NYPD                               | 5.01–     |                    |
| Joe Perrino             | Vincent Ragni         |                                                            | 5.01–     |                    |
| Evan Handler            | Jacob Warner          |                                                            | 6.01–     |                    |

## Produktion
Deutschlandstart der Serie war am 20. Juli 2015. Trotz mäßiger Quoten, wurde die Serie vom Sender um eine 2. Staffel verlängert. Sendepremiere der zweiten Staffel war am 6. Juni 2015.
Nachdem die Premiere der zweiten Staffel einen Zuschauerzuwachs von über 200 % gegenüber der ersten ausmachen konnte, beschloss der Sender, eine dritte Staffel zu bestellen. Kurz nach der Ausstrahlung der ersten Folge der dritten Staffel am 17. Juli 2016, wurde die Serie für zwei weitere Staffeln verlängert.